# Bromelia nidus-puellae
Bromelia nidus-puellae är en gräsväxtart som först beskrevs av Éduard-François André, och fick sitt nu gällande namn av Éduard-François André och Carl Christian Mez. Bromelia nidus-puellae ingår i släktet Bromelia och familjen Bromeliaceae.
Artens utbredningsområde är Colombia. Inga underarter finns listade i Catalogue of Life.